# Steve Railsback
Steve Railsback (nascut el 16 de novembre de 1945 a Dallas, Texas) és un actor de teatre, cinema i televisió nord-americà. És conegut sobretot per les seves actuacions a les pel·lícules The Stunt Man i Lifeforce, i la seva interpretació de Charles Manson el 1976. mini-sèrie de televisió Helter Skelter

## Carrera
Railsback va ser estudiant de Lee Strasberg i de l'Actors Studio i a finals dels anys 60 i principis dels 70 va passar 10 anys treballant al teatre a la ciutat de Nova York. Una vegada va dir que trobava molt difícil treballar amb Strasberg.
Va fer el seu debut cinematogràfic a The Visitors, dirigida per Elia Kazan. Va retratar dos assassins notoris, apareixent com a Charles Manson a la minisèrie de televisió de 1976 Helter Skelter i com a Ed Gein a la pel·lícula del 2000 In the Light of the Moon. També va ser productor executiu d'aquesta darrera pel·lícula.
Altres papers notables inclouen el paper de Cameron a The Stunt Man amb Peter O'Toole, l'astronauta Tom Carlsen a la pel·lícula de Tobe Hooper Força vital, Duane Barry en dos episodis de The X-Files i Joseph Welch a l'episodi pilot de Supernatural.
El 2008, va aparèixer a la pel·lícula de ciència-ficció/pel·lícula de terror Plaguers.

## Filmografia

### Cinema
| Any  | Pel·lícula                        | Paper                         | Notes                                                                                   |
| ---- | --------------------------------- | ----------------------------- | --------------------------------------------------------------------------------------- |
| 1972 | The Visitors                      | Mike Nickerson                |                                                                                         |
| 1974 | Cockfighter                       | Junior                        |                                                                                         |
| 1976 | Helter Skelter                    | Charles Manson                |                                                                                         |
| 1978 | Angela                            | Jean Lebrecque                |                                                                                         |
| 1979 | From Here to Eternity             | Private Robert E. Lee Prewitt |                                                                                         |
| 1980 | The Stunt Man                     | Cameron                       |                                                                                         |
| 1982 | Deadly Games                      | Billy Owens                   |                                                                                         |
| 1982 | Trick or Treats                   | The Boyfriend                 |                                                                                         |
| 1982 | Turkey Shoot                      | Paul Anders                   |                                                                                         |
| 1983 | The Golden Seal                   | Jim Lee                       |                                                                                         |
| 1983 | Veliki transport                  | Pavle Paroški                 |                                                                                         |
| 1985 | Força vital                       | Coronel Tom Carlsen           |                                                                                         |
| 1985 | Torchlight                        | Jake Gregory                  |                                                                                         |
| 1986 | Armats i perillosos               | The Cowboy                    |                                                                                         |
| 1986 | Spearfield's Daughter             | Tom Border                    |                                                                                         |
| 1986 | The Wind                          | Kesner                        |                                                                                         |
| 1987 | Scenes from the Goldmine          | Harry Spiros                  |                                                                                         |
| 1987 | Distortions                       | Scott Marshall                |                                                                                         |
| 1987 | The Survivalist                   | Jack Tillman                  |                                                                                         |
| 1987 | Blue Monkey                       | Detective Jim Bishop          |                                                                                         |
| 1987 | Nukie                             | Dr. Eric Harvey               |                                                                                         |
| 1988 | Deadly Intent                     | Jeff Kirkwood                 |                                                                                         |
| 1989 | The Assassin                      | Hank Knight                   |                                                                                         |
| 1990 | La Cruz de Iberia                 | Novak                         |                                                                                         |
| 1991 | Alligator II: The Mutation        | Vincent Brown                 |                                                                                         |
| 1991 | Secrets íntims                    | Alex Morgan \ Cole Morgan     |                                                                                         |
| 1992 | Forever                           | William Desmond Taylor        |                                                                                         |
| 1993 | Quake                             | Kyle                          |                                                                                         |
| 1993 | Private Wars                      | Jack Manning                  |                                                                                         |
| 1993 | Bonds of Love                     | Ken Smith                     | Television film                                                                         |
| 1993 | Final Mission                     | Colonel Anderson              |                                                                                         |
| 1993 | Save Me                           | Robbins                       |                                                                                         |
| 1993 | Calendar Girl                     | Roy's Father                  |                                                                                         |
| 1993 | En la línia de foc                | David Coppinger               | no acreditat                                                                            |
| 1996 | Street Corner Justice             | Sergeant Ryan Freeborn        |                                                                                         |
| 1996 | Barb Wire                         | Colonel Victor Pryzer         |                                                                                         |
| 1997 | Stranger in the House             | Jack Derby                    |                                                                                         |
| 1997 | Pressure Point                    | Arno Taylor                   |                                                                                         |
| 1997 | Vanishing Point                   | Sergent Preston               |                                                                                         |
| 1998 | Comportament pertorbat            | Oficial Cox                   |                                                                                         |
| 1999 | Me and Will                       | Rob                           |                                                                                         |
| 1999 | Made Men                          | Kyle                          |                                                                                         |
| 2000 | Say Goodnight, Michael            | Actor                         |                                                                                         |
| 2000 | Termination Man                   | Dylan Pope                    |                                                                                         |
| 2000 | In the Light of the Moon          | Ed Gein                       | Premi al millor actor al XXXIII Festival Internacional de Cinema Fantàstic de Catalunya |
| 2001 | Storytelling                      | Mr. Kirk                      |                                                                                         |
| 2001 | Double Down                       | Charlie                       |                                                                                         |
| 2002 | Slash                             | Jeremiah                      |                                                                                         |
| 2003 | The Hitcher II: I've Been Waiting | Deputy Jessup                 | no acreditat                                                                            |
| 2003 | The Box                           | Jake Ragna                    |                                                                                         |
| 2005 | Neo Ned                           | Mr. Day                       |                                                                                         |
| 2005 | Intermedio                        | Old Man                       |                                                                                         |
| 2005 | Els renegats del diable           | Sheriff Ken Dwyer             | no acreditat                                                                            |
| 2005 | King of the Lost World            | Larry                         |                                                                                         |
| 2008 | Follow the Profit                 | Senator Stanton               |                                                                                         |
| 2008 | Plaguers                          | Tarver                        |                                                                                         |
| 2008 | Ready or Not                      | Pilot                         |                                                                                         |
| 2008 | Rest Stop: Don't Look Back        | Store Clerk                   |                                                                                         |
| 2018 | Gone Are the Days                 | Jaden                         |                                                                                         |

### Televisió
| Any       | Títol                | paper                 | Notes                                 |
| --------- | -------------------- | --------------------- | ------------------------------------- |
| 1985      | The Hitchhiker       | Mickey                | Episodi: "Petty Thieves"              |
| 1986      | The Twilight Zone    | Johnny Davis          | Episodi: "Dead Run"                   |
| 1991      | The Young Riders     | Tyler                 | Episodi: "The Peacemakers"            |
| 1994      | The X-Files          | Barry                 | 2 episodis                            |
| 1995      | Walker, Texas Ranger | Jerry Lee Stark       | Episodi: "The Guardians"              |
| 1997–1998 | The Visitor          | Colonel James         | 13 episodis                           |
| 2000      | Charmed              | Litvack               | Episodi: "Give Me a Sign"             |
| 2001      | The Practice         | Walter Dawson         | Episodi: "Killing Time"               |
| 2002      | Family Law           | Gary Peres            | Episodi: "Children of a Lesser Dad"   |
| 2002      | The District         | Charles "Chip" Renson | Episodi: "Free Fire Zone"             |
| 2004      | The Handler          | Harley Aimes          | Episodi: "Give Daddy Some Sugar"      |
| 2005      | Kojak                | Edward Sawyer         | Episodi: "All Bets Off Part 2"        |
| 2005      | Supernatural         | Joseph Welch          | Episodi: "Pilot"                      |
| 2010      | The Mentalist        | Kittel                | Episodi: "Ball of Fire"               |
| 2012      | Femme Fatales        | Doctor Daniel Duryea  | 2 episodis                            |
| 2013      | Deadtime Stories     | Owen                  | Episodi: "Invasion of the Appleheads" |
| 2017      | Decker               | General Cotter        | Episodi: "Same Old Glory"             |